# JR東日本プライベートリート投資法人
JR東日本プライベートリート投資法人（ジェイアールひがしにほんプライベートリートとうしほうじん）は、東京都千代田区にある投資法人（私募リート）。

## 概要
総合型の私募リートである。スポンサーは東日本旅客鉄道株式会社（JR東日本）で、資産運用会社はJR東日本不動産投資顧問株式会社（株主は、JR東日本50.2%、株式会社JR東日本ビルディング40.0%、株式会社みずほ銀行4.9%、みずほ信託銀行株式会社4.9%）。
JR東日本グループは、みずほフィナンシャルグループとともに、2021年（令和3年）4月28日にJR東日本不動産投資顧問株式会社を設立した。私募ファンドと私募リートを組成し、JR東日本グループの開発・所有物件を売却する「回転型ビジネスモデル」により資金効率の向上と成長分野へ再投資を行うとした。2023年（令和5年）2月にJR東日本は、不動産ファンド事業の運用資産規模1,000億円を達成したこと、2025年度末までに3,000億円を目指すこと、投資法人を設立したこと、同年3月の運用開始予定であることを発表した。「回転型ビジネス」での獲得資金は例えば高輪ゲートウェイシティなどに再投資するとしている。
2023年（令和5年）3月1日に資産規模約250億円で運用を開始した。投資対象は、JR東日本の拠出物件を中心に、オフィス・商業施設・レジデンス・ホテル等が用途の、駅近等の好立地の競争力の高い物件としている。
2024年（令和6年）12月、日本格付研究所（JCR）からAA-の長期発行体格付を取得した。
2025年（令和7年）3月、グラントウキョウサウスタワーなどを追加取得し、運用開始約2年で運用資産規模が1,000億円に到達した。

## 沿革
- 2022年（令和4年）12月19日 - 設立
- 2023年（令和5年）2月1日 - 内閣総理大臣による登録の実施（登録番号：関東財務局長 第163号）[14]
- 2023年（令和5年）3月1日 - 運用開始（資産規模約250億円）

## ポートフォリオ
資産規模（取得価格ベース）は、運用開始時に約250億円。2025年（令和7年）3月に約1,000億円。
保有資産の一例
- JR大塚南口ビル（JR大塚駅直結）
- JEBL秋葉原スクエア[15]
- JR仙台イーストゲートビル[15]
- びゅうリエット新小岩[15]
- リテラス中野[15]
- ホテルメッツ浦和[15]
- ホテルメッツ赤羽[15]
- ホテルメッツ目白[15]
- グラントウキョウサウスタワー[13]
- びゅうリエットグラン新宿戸山[13]
- JR東日本ホテルメッツプレミア五反田[13]

## 投資主
主な投資主は以下の通り。
- 年金積立金管理運用独立行政法人（GPIF） - 10億円（2023年3月末時点時価）[16]
- 日本政策投資銀行[17]